# Польско-шведские войны
Польско-шведские войны — серия военных конфликтов между Польшей и Швецией.

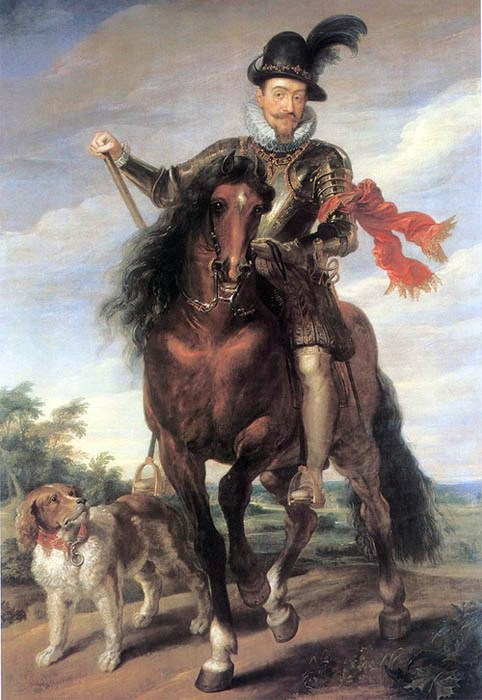
Сигизму́нд III (Zygmunt III Waza, Sigismund I; 20 июня 1566 — 30 апреля 1632) — король польский и великий князь литовский с 27 декабря 1587 года, король шведский с 27 ноября 1592 по июль 1599 года, внук Густава Ваза и Сигизмунда Старого, сын шведского короля Юхана III и Екатерины Ягеллонки, отец польского короля и некоронованного русского царя Владислава IV. За свою жизнь провёл 5 войн со Швецией, в основном, по династическим и религиозным причинам.

## Хронология
- 1563—1570 — Северная семилетняя война.
- 1598—1599 — Война против Сигизмунда.
- 1600—1629 — Польско-шведская война 1600—1629 годов.
  - Войну делят на несколько периодов из-за многочисленных перемирий:
    - Польско-шведская война 1600—1611 годов.
    - Польско-шведская война 1617—1618 годов.
    - Польско-шведская война 1621—1626 годов.
    - Польско-шведская война 1626—1629 годов.

  - Иногда военные конфликты между Польшей и Швецией в период с 1617 года по 1629 год объединяют в одну Польско-шведскую войну 1600—1629 годов.
- 1655—1660 — Северная война 1655—1660 годов.
  - Иногда один из этапов Северной войны 1655—1660 годов выделяют в отдельную Польско-шведскую войну 1655—1657 годов.
  - Череда неурядиц (в том числе и Северная война 1655—1660 годов), обрушившаяся на Речь Посполитую в середине XVII века, носит название Шведский потоп.
- 1700—1721 — Великая Северная война.
- 1813—1814 — Война шестой коалиции.

## Северная семилетняя война (1563—1570)

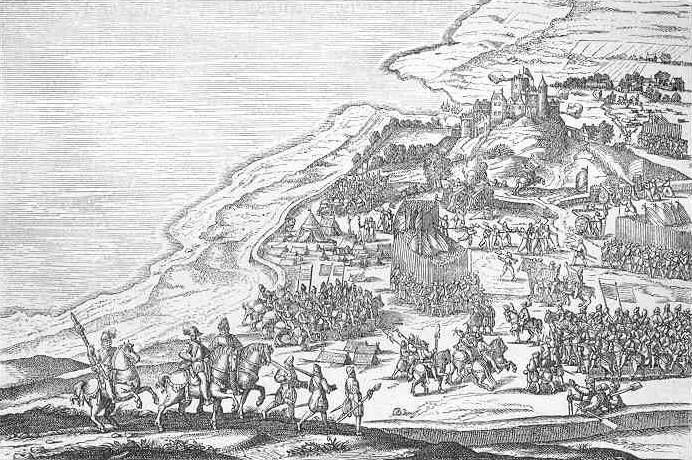
Датский король Фредерик II атакует Эльвсборг во время Северной семилетней войны, 1563.

Северная семилетняя война — война между Швецией и коалицией Дании, Любека и Польши. Военные действия были начаты в 1563 году датским королём Фредериком II, который был недоволен выходом Швеции из Кальмарской унии в 1523 году и потерей контроля над ней. К датскому королю присоединились в качестве союзников Польша и Любек. В сентябре 1563 года армия Фредерика II захватила важную шведскую крепость Эльвсборг, тем самым отрезав Швецию от Северного моря. Год спустя датчане разбили шведскую армию у Аксторны. Но в 1564—1566 годах удача перешла на сторону шведов. В результате нескольких сражений шведский флот под предводительством талантливого Августа Класа Кристерссона Горна полностью уничтожил флот союзников. После этого шведы совершили несколько походов в Норвегию, но в 1568 году в Швеции произошёл переворот. Шведского короля Эрика XIV сверг с престола собственный брат Юхан III, который вскоре согласился на перемирие с Данией. Штеттинский мирный договор восстановил положение, предшествующее началу войны: ни одна из сторон не приобрела новых территорий.

## Война против Сигизмунда (1598—1599)

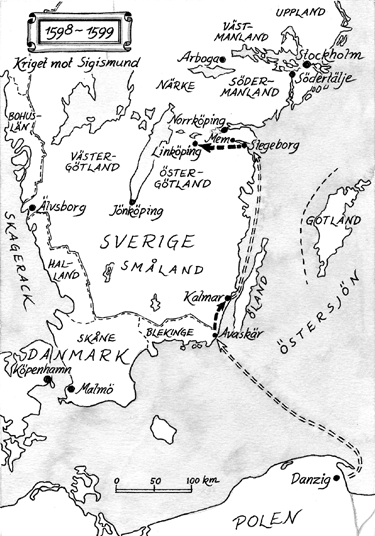
Поход польской армии Сигизмунда в Швецию, 1598.

Война против Сигизмунда представляла собой борьбу за шведский престол между польским королём Сигизмундом III и герцогом Седерманландским Карлом IX. Сигизмунд III был сыном шведского короля и польской принцессы, и, вступив на польский трон в 1587 году (а в 1592 году став шведским королём) объединил под своей властью шведские, польские и литовские земли. Но уже вскоре Сигизмунд вынужден был назначить регентом Швеции своего дядю Карла, герцога Седерманландского, который, поддерживая протестантизм, приобрёл расположение народа и явно стремился к престолу. При втором своём пребывании в Швеции (1598) Сигизмунд оттолкнул от себя многих сторонников, а в битве при Стангебро в 1598 году он потерпел поражение и был окончательно отстранён от престола. Дядя Сигизмунда был объявлен королём Швеции на сейме в Норчёпинге, в 1604 году, под именем Карла IX.

## Польско-шведская война 1600—1629 годов
Польско-шведская война 1600—1629 годов представляла собой попытки польского короля Сигизмунда III вернуть шведский престол, которые окончились неудачей. Военные действия часто прерывались, поэтому войну делят на несколько периодов:

### Польско-шведская война 1600—1611 годов

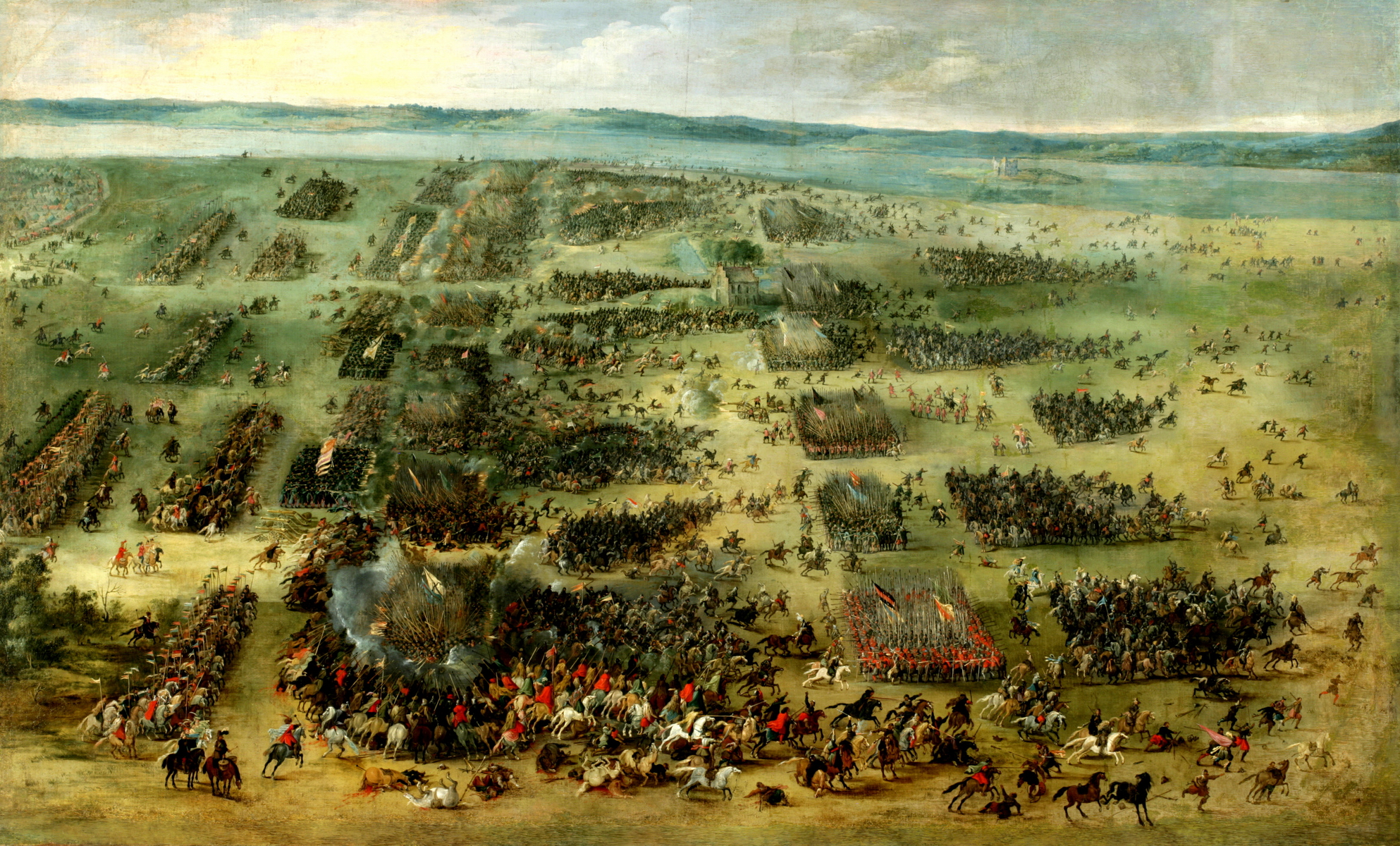
«Битва при Кирхгольме», в ходе которой втрое превосходящие шведские войска были полностью разгромлены польской армией Ходкевича.

Польско-шведская война 1600—1611 была навязана Швеции польским королём Сигизмундом III, стремившимся подчинить себе Эстляндию и отомстить шведскому королю Карлу IX, который годом ранее отнял у Сигизмунда шведскую корону. Несмотря на численное превосходство и профессиональное мастерство шведской армии, полякам, однако, удалось выиграть значительное число битв: битву под Кокенгаузеном, битву при Кирхгольме, сражение у реки Гауя и др. Всё это было достигнуто благодаря таланту выдающегося польского полководца Ходкевича. Но из-за прекращения финансирования польским королём армии Ходкевича, внутренних неурядиц (рокоша Зебжидовского) начавшейся в 1609 году русско-польской войны король Польши Сигизмунд III вынужден был пойти на мирные переговоры. В результате войны ни одна из сторон не смогла приобрести новые территории.

### Польско-шведская война 1617—1618 годов

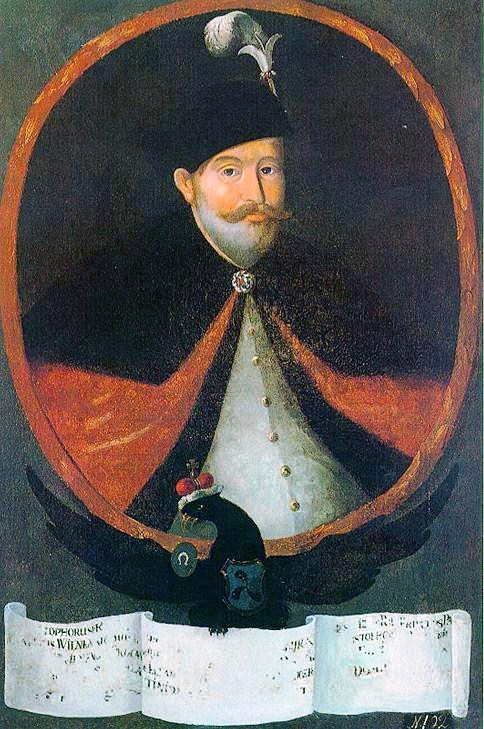
Кшиштоф Радзивилл — талантливый польский полководец времён Польско-шведской войны 1617—1618 годов.

Сын Карла IX Густав II Адольф, вступив на шведский престол, решил закрепить за Швецией весь Прибалтийский регион. Этому благоприятствовали затяжные войны (Русско-польская война 1605—1618 годов, военные столкновения с Османской империей), которые вела в то время Польша. В 1617 году шведы высадились в Рижском заливе. За два месяца они захватили все польские земли в Прибалтике, кроме Риги, которую заблокировал шведский флот. Но уже вскоре польско-литовские войска под предводительством талантливого полководца гетмана литовского Кшиштофа Миколая Радзивилла сумели нанести ряд поражений шведам и освободить захваченные в начале войны польские земли. Густав II Адольф запросил мира. Сигизмунд III, безуспешно штурмовавший в то время Москву (во время Русско-польской войны 1605—1618 годов), согласился на предложение шведского короля. В 1618 году было заключено перемирие. Границы между обоими государствами остались прежними.

### Польско-шведская война 1621—1626 годов
К следующей войне с Польшей шведский король Густав Адольф подготовился основательно. Он провёл несколько важных военных реформ и, воспользовавшись началом войны между Речью Посполитой и Османской империей, а также сокрушительным поражением польской армии от турок под Цецорой (1620), напал в 1621 году на польские владения в Прибалтике. После месячной осады шведам сдалась Рига (25 сентября 1621 года). Стремительным ударом войска Густава II Адольфа захватили большую часть польских земель в Прибалтике. Один из шведских отрядов занял столицу Курляндского герцогства Митаву. Но вскоре польский полководец Кшиштоф Радзивилл выбил шведов из крепости и дал сражение войскам Густава Адольфа (битва под Митавой, 1622 год). Превосходящие силы шведов не смогли овладеть городом, и вскоре шведский король заключил с поляками перемирие до 1625 года. Польша потеряла все свои владения в Ливонии, в том числе и Ригу.
После окончания перемирия в 1625 году армия Густава Адольфа вторглась в Литву, пользуясь возникшим между гетманом Львом Сапегой и полководцем Радзивиллом конфликтом и, следовательно, расколом польской армии, поочерёдно уничтожая польские отряды. В начале 1626 года шведы разбили польское войско под предводительством Сапеги под Вальгофом. Но после этого шведский король заключил с Польшей перемирие сроком на полгода, намереваясь после его истечения ударить по Польше из её владений в Померании и Пруссии.

### Польско-шведская война 1626—1629 годов

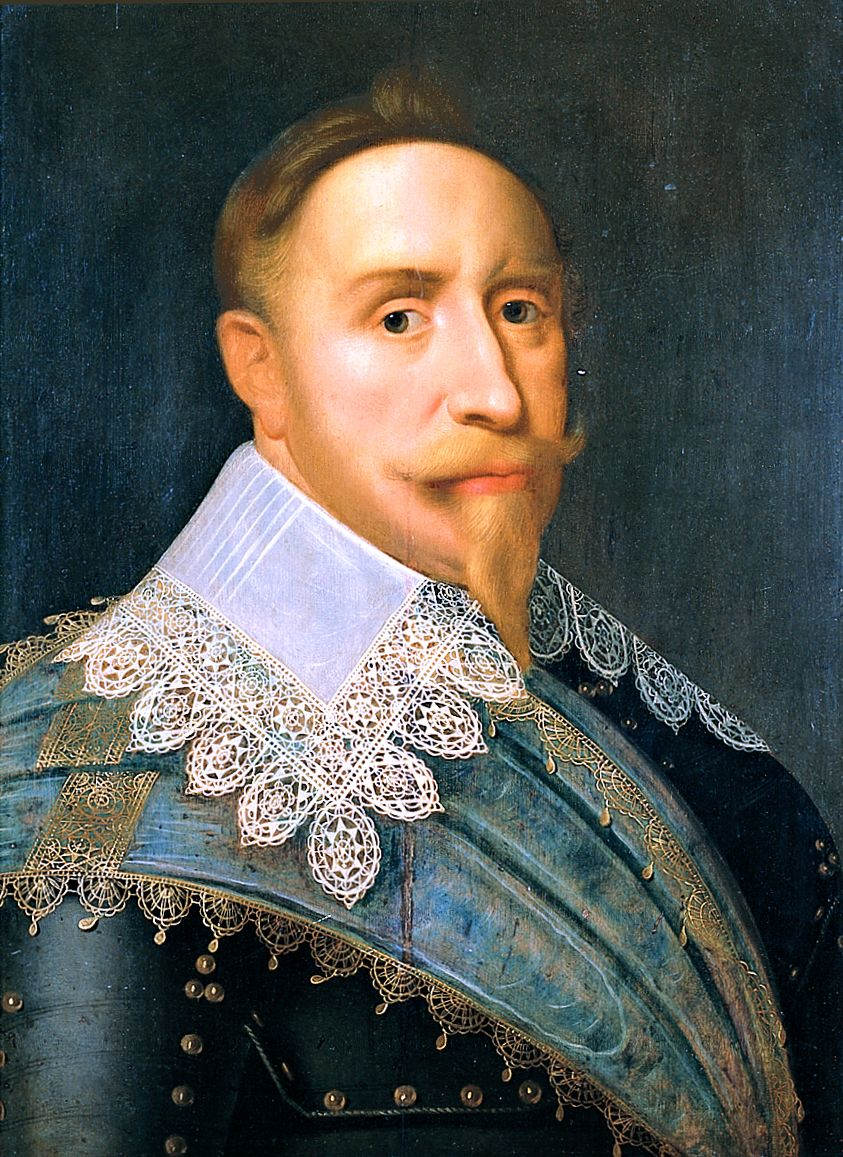
Шведский король Густав II Адольф.

После истечения срока перемирия шведский флот во главе с королём Густавом II Адольфом в июне 1626 года вошёл в Гданьский залив. Войска шведов высадились у города Пиллау и двинулись к Гданьску. Польские крепости, которые встречались на пути армии Густава II, сдавались почти без боя. После двух дней осады капитулировал Мариенбург. Шведы попытались с ходу взять Гданьск, но недалеко от города их встретили польские войска во главе с королём Сигизмундом III и полководцем Станиславом Конецпольским. После упорной битвы, получившей название сражение под Гневом, польская армия отступила к городу Тчев. Пока шли бои на западе Речи Посполитой, смоленский воевода Александр Гонсевский во главе литовского отряда, пользуясь малочисленностью шведских войск в Ливонии (большая часть армии в это время находилась в Пруссии и Померании), нанёс ряд поражений шведам (лето 1626 года). Но уже осенью шведский полководец Якоб Делагарди в битве под Цесисом наголову разбил отряд Гонсевского и заставил его отступить в Литву, предварительно заключив с ним перемирие сроком примерно на год. Зима 1626/1627 годов выдалась суровая, и обе армии страдали от болезней, холода и нехватки провианта. Когда же наступила весна, поляки под командованием Станислава Конецпольского стремительным ударом окружили шведский отряд, зимовавший в Мариенбурге. Шведы попытались выйти из окружения, но в битве при Чарне были разгромлены. Это, конечно, не могло не взволновать Густава II Адольфа, который совсем не ожидал такого поворота событий. Он попытался в ночь с 22 на 23 мая переправить свои войска через реку Вислу, чтобы ударить по городу Гданьску с западной стороны, но поляки с противоположного берега открыли по лодкам шведов артиллерийский огонь, и Густаву II с большими потерями пришлось отступить. После этого шведская армия попыталась прорвать польскую оборону в Померании, но после кровопролитной битвы под Тчевом, продолжавшейся два дня (7—8 августа 1627 года), армия Густава Адольфа вынуждена была отступить. Разбил шведов всё тот же Станислав Конецпольский. В конце ноября 1627 года шведский король Густав II после нескольких поражений на суше решил попытать счастья на море.
28 ноября шведская эскадра, состоявшая из шести судов, по его приказу напала на десять польских кораблей, стоявших на рейде в Гданьске (Оливское сражение). В результате битвы Швеция потеряла два галеона, Польша — ни одного. Это победа не имела большого значения для общего военного положения, однако она подняла моральный дух польской армии, что было немаловажно. После неудачного для шведов 1627 года Густав Адольф провёл широкую мобилизацию среди населения Швеции, собрав армию из 50 тыс. человек. Польские войска к началу 1628 года насчитывали в два раза меньшее количество солдат. Поэтому уже к началу кампании 1629 года шведы получили громадное преимущество. Помимо этого, Густав II безуспешно пытался привлечь на свою сторону Трансильванию, Россию, украинских казаков, крымских татар, Османскую империю и даже протестантских князей Германии. Кампания 1629 года началась с нападения шведской эскадры на польский флот, находившийся на рейде в Гданьске. В этот раз удача улыбнулась шведам: они потопили два польских корабля. После этого армия Густава II вновь попыталась прорвать польскую оборону в Померании, но смогла лишь захватить городок Бродницу. 

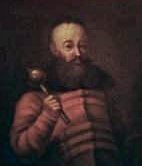
Станислав Конецпольский — выдающийся польский полководец XVII века.

Польский полководец Конецпольский, используя кавалерию для стремительных и неожиданных атак на шведские отряды, вынудил Густава остановить наступление из-за больших потерь в войсках. Вскоре поляки окружили город, ожидая скорой капитуляции гарнизона. Зимой следующего 1629 года на помощь осаждённым прибыли шведские войска во главе с полководцем Германом Врангелем. Они разбили поляков, которыми руководил Станислав Потоцкий, у городка Гужно. Обеспокоенный этой победой шведов, австрийский император Фердинанд II, надеявшийся, что шведская армия надолго увязнет в Польше и не сможет поддержать протестантских князей в Германии, против которых вела тогда войну Австрия (Тридцатилетняя война), направил польскому королю Сигизмунду III несколько австрийских полков. Узнав об этом, Густав II решил воспрепятствовать соединению союзников, но неудачно. Успев соединиться, польские и австрийские войска разбили шведскую армию в битве у села Трстена. После поражения под Трстеном (достигнутого не в последнюю очередь благодаря таланту того же Станислава Конецпольского) Густав II предложил полякам перемирие, которое было вскоре заключено вблизи Гданьска в померанской деревне Альтмарк. Посредниками между враждующими странами выступали Франция, Англия и Голландия. По истечении срока перемирия в 1635 году Швеция и Речь Посполитая заключили новый Штумсдорфский мир. По нему шведы теряли все свои приобретения в Пруссии и Померании, но сохраняли за собой ливонские земли. Польский король Владислав IV официально отказывался от претензий на шведский престол и давал слово не поддерживать врагов Швеции. Также устанавливался срок перемирия — 26 с половиной лет. Обеспечив перемирие с Речью Посполитой, Швеция смогла вступить в Тридцатилетнюю войну.

## Северная война 1655—1660 годов

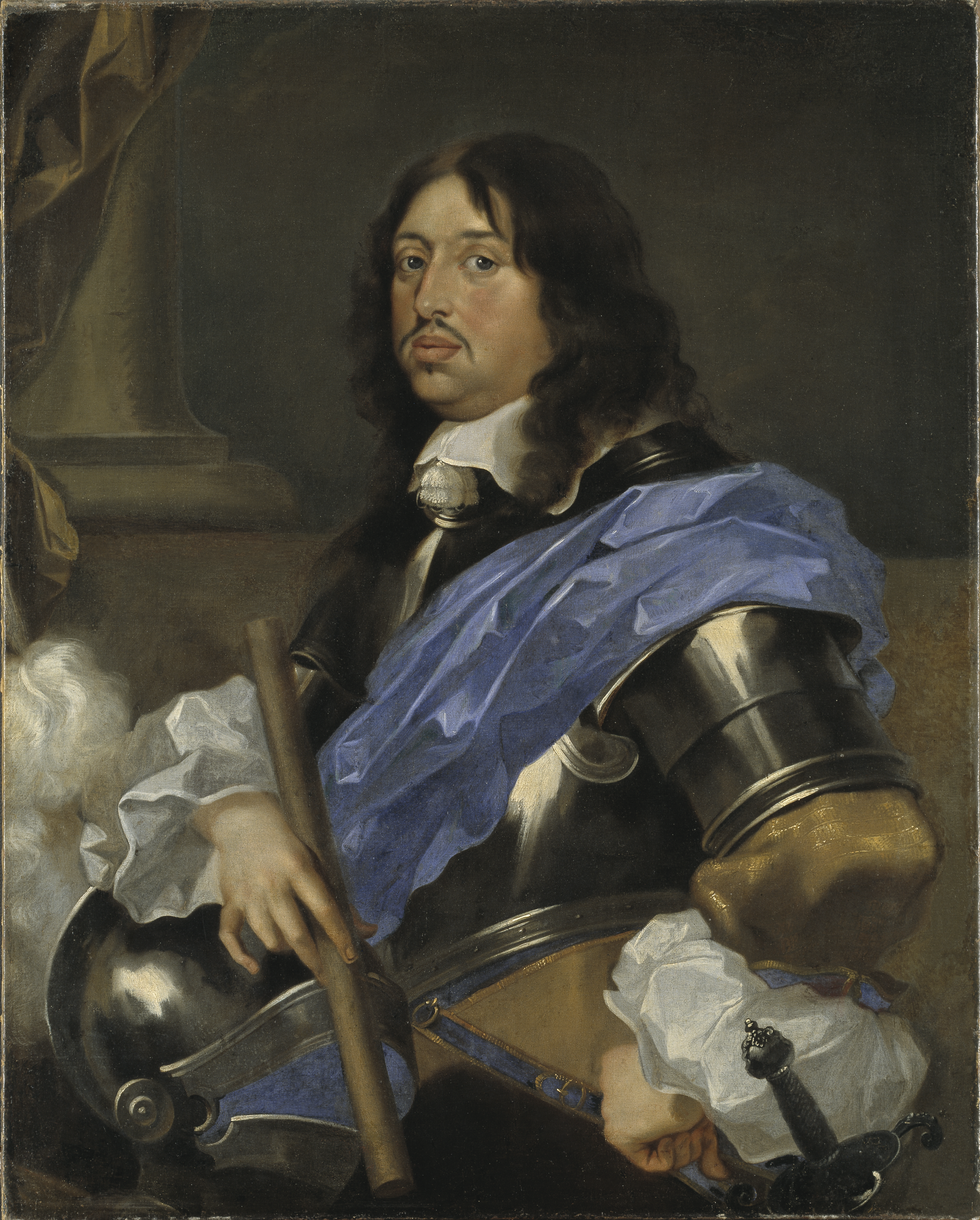
Король Швеции Карл X Густав.

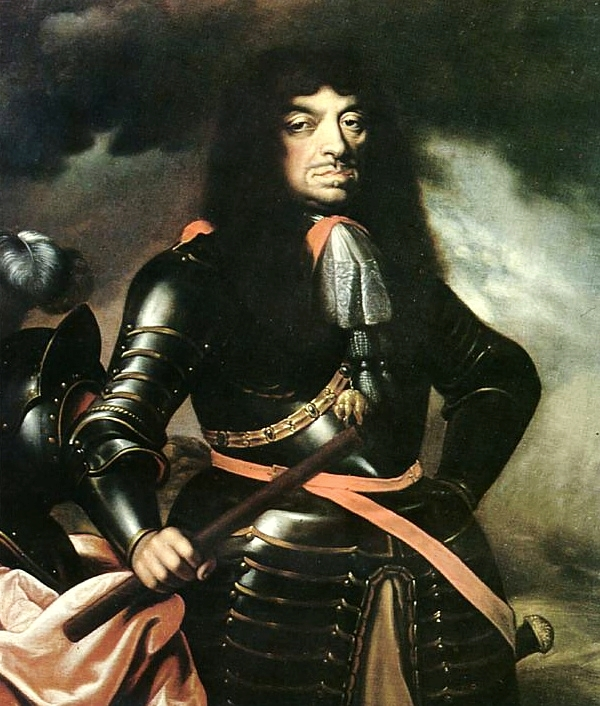
Польский король Ян II Казимир.

В 1655 году шведский король Карл X, нарушив Штумсдорфский мирный договор, вторгся на территорию Речи Посполитой под предлогом претензий на шведский престол польского короля Яна II Казимира. Этому вторжению благоприятствовала начавшаяся в 1654 году Русско-польская война. Шведы быстро захватили большую часть Польши, взяли Краков и столицу государства город Варшаву. Польские магнаты и шляхта повсеместно признавали власть Карла X. Польский король Ян II Казимир вынужден был бежать в Силезию. Угроза потери независимости и бесчинство оккупантов вызвали патриотический подъём польского народа. Сопротивление захватчикам в Краковском Подгорье в декабре 1655 года положило начало изгнанию шведов из страны. К началу следующего 1656 года войска Карла X были почти полностью вытеснены с территории Польши. Этому способствовало и заключение весной 1656 года перемирия между Россией и Речью Посполитой, и начало Русско-шведской войны 1656—1658 годов. Однако уже летом 1656 года шведы, заручившись помощью Бранденбурга, вновь овладели Варшавой. На сторону Карла X встал трансильванский князь Дьердь II Ракоци, войска которого вторглись в 1657 году в Польшу, но были разбиты. В том же году Речь Посполитая получила поддержку Австрии. Ян II Казимир ценой отказа от прав сюзеренитета над Восточной Пруссией привлёк на свою сторону и Бранденбург, заключив с ней Велявско-Быдгощский трактат. Летом 1657 года войну Швеции объявила Дания. Но зимой следующего 1658 года войска Карла X по льду Балтийского моря подошли к столице Дании Копенгагену, вынудив её выйти из войны. Но уже вскоре датчане вторично начали боевые действия. К союзникам присоединилась Голландия. Казалось, участь Швеции предрешена, но противоречия между её противниками спасли её от разгрома. Речь Посполитая, стремясь вновь овладеть Украиной, присоединившейся к Россией в 1654 году, и Белоруссией, большая часть которой была занята русскими войсками в 1654—1655 годах, заключила со Швецией Оливский мирный договор (1660). Польский король Ян II Казимир отказывался от своих претензий на шведский престол и также подтверждал право Бранденбурга на сюзеренитет над Восточной Пруссией. В 1659 году Речь Посполитая возобновила войну против России, что вынудило царя Алексея Михайловича Романова пойти на заключение невыгодного для России Кардисского мирного договора (1661) со Швецией, который восстанавливал довоенную границу между обоими государствами. Военным действиям Дании против Швеции положил конец Копенгагенский мир 1660 года. Дания вынуждена была отдать Швеции область Сконе и другие земли, но взамен ей возвращались остров Борнхольм на Балтийском море и область Трёнделаг в Норвегии. Северная война 1655—1660 годов существенно ослабила Речь Посполитую, что повлияло на неудачный для неё исход Русско-польской войны 1654—1667 годов.

## Великая Северная война (1700—1721)
Речь Посполитая вступила в войну против Швеции в коалиции с Данией и Россией. В ходе кампании 1702—1706 годов Польша была завоёвана шведами, и несмотря на победу русских войск над шведскими в битве при Калише, Польша вышла из войны. В 1709 году после разгрома русскими шведских войск в Полтавской битве, Польша вернулась в состав коалиции. Однако по окончании войны в 1721 году Речь Посполитая не получила никаких приобретений.

## Война Шестой коалиции (1813—1814)
Швеция выступала в этой войне, как член антифранцузской коалиции, но активных боевых действий не вела. На стороне Наполеона выступало Варшавское герцогство, созданное в 1807 году на территории современной Польши и находившееся под протекторатом Наполеоновской Франции. Оно было самым верным из союзников Наполеона и выставило 100-тысячную армию, сражавшуюся с первого до последнего дня войны. Варшавское герцогство просуществовало до 1813 года, когда оно было завоёвано войсками Шестой коалиции. По условиям Венского конгресса большая часть герцогства вошла в состав Российской империи на правах автономного Царства Польского.